# Pterolophia assimilis
Pterolophia assimilis là một loài bọ cánh cứng trong họ Cerambycidae.